# Rhynchina canariensis
Rhynchina canariensis är en fjärilsart som beskrevs av Rudolf Pinker 1962. Rhynchina canariensis ingår i släktet Rhynchina och familjen nattflyn. Inga underarter finns listade.